# Carlos Vicente Robles
Carlos Vicente Robles (Saragozza, 23 aprile 1999) è un calciatore spagnolo, attaccante dell'Alavés.

## Carriera
Vicente Robles è cresciuto nel Real Saragozza, dove ha debuttato con la squadra riserve il 24 settembre 2017 nell'incontro di Segunda División B perso 5-2 contro il Badalona. Il 2 settembre 2018 ha segnato il suo primo gol nel successo per 4-0 contro il Calamocha.
Il 5 ottobre 2020 ha firmato con il Gimnàstic che lo ha assegnato alla sua seconda squadra, il Pobla Mafumet. Il 6 novembre ha lasciato il club dopo una sola partita giocata trasferendosi all'Ejea, ed il 24 giugno 2021 ha firmato con il Calahorra.
Il 30 giugno 2021, dopo aver realizzato 11 gol in Primera División RFEF, è stato acquistato dal Racing Ferrol con cui ha conquistato la promozione al termine della stagione. Il 12 agosto 2023 ha debuttato in Segunda División nell'incontro vinto 1-0 contro l'Elche.
Il 22 dicembre 2023 ha firmato un contratto di tre anni e mezzo con l'Alavés.

## Statistiche

### Presenze e reti nei club
Statistiche aggiornate al 1 febbraio 2024.
| Stagione        | Squadra          | Campionato      | Campionato | Campionato | Coppe nazionali | Coppe nazionali | Coppe nazionali | Coppe continentali | Coppe continentali | Coppe continentali | Altre coppe | Altre coppe | Altre coppe | Totale | Totale | Totale |
| Stagione        | Squadra          | Comp            | Pres       | Reti       | Comp            | Pres            | Reti            | Comp               | Pres               | Reti               | Comp        | Pres        | Reti        | Pres   | Reti   |        |
| --------------- | ---------------- | --------------- | ---------- | ---------- | --------------- | --------------- | --------------- | ------------------ | ------------------ | ------------------ | ----------- | ----------- | ----------- | ------ | ------ | ------ |
| 2017-2018       | Real Saragozza B | SDB             | 2          | 0          |                 | -               | -               |                    | -                  | -                  |             | -           | -           | 2      | 0      |        |
| 2018-2019       | Real Saragozza B | TD              | 40         | 10         |                 | -               | -               |                    | -                  | -                  |             | -           | -           | 40     | 10     |        |
| 2019-2020       | Real Saragozza B | TD              | 26         | 4          |                 | -               | -               |                    | -                  | -                  |             | -           | -           | 26     | 4      |        |
| 2020-gen. 2021  | Pobla Mafumet    | TD              | 1          | 0          | CR              | 0               | 0               |                    | -                  | -                  |             | -           | -           | 1      | 0      |        |
| gen.-giu. 2021  | Ejea             | SDB             | 18         | 4          | CR              | 0               | 0               |                    | -                  | -                  |             | -           | -           | 18     | 4      |        |
| 2021-2022       | Calahorra        | PDR             | 37         | 11         | CR              | 1               | 0               |                    | -                  | -                  |             | -           | -           | 38     | 11     |        |
| 2022-2023       | Racing Ferrol    | PF              | 40         | 8          | CR              | 1               | 0               |                    | -                  | -                  |             | -           | -           | 41     | 8      |        |
| 2023-gen. 2024  | Racing Ferrol    | SD              | 21         | 4          | CR              | 2               | 0               |                    | -                  | -                  |             | -           | -           | 23     | 4      |        |
| gen.-giu. 2024  | Alavés           | PD              | 5          | 0          | CR              | 1               | 0               |                    | -                  | -                  |             | -           | -           | 6      | 0      |        |
| Totale carriera | Totale carriera  | Totale carriera | 190        | 41         |                 | 5               | 0               |                    | -                  | -                  |             | -           | -           | 195    | 41     |        |